# Asplenium × murbeckio
Asplenium × murbeckio là một loài dương xỉ trong họ Aspleniaceae. Loài này được Gu mô tả khoa học đầu tiên năm 1936.
Danh pháp khoa học của loài này chưa được làm sáng tỏ. 